# اسپری‌ویل (ویرجینیا)
اسپری‌ویل (به انگلیسی: Sperryville) یک منطقهٔ مسکونی در ایالات متحده آمریکا است که در شهرستان راپاناک، ویرجینیا واقع شده‌است. اسپری ویل ۳۴۲ نفر جمعیت دارد و ۲۱۳٫۳۶ متر بالاتر از سطح دریا واقع شده‌است.